# مارسيل دوبريه
مارسيل دوبريه (بالفرنسية: Marcel Dupré)‏ هو عازف بيانو وأستاذ جامعي وملحن فرنسي، ولد في 3 مايو 1886 في روان في فرنسا، وتوفي في 30 مايو 1971 في ميدون في فرنسا.

## وصلات خارجية
- مارسيل دوبريه على موقع IMDb (الإنجليزية)
- مارسيل دوبريه على موقع الموسوعة البريطانية (الإنجليزية)
- مارسيل دوبريه على موقع ميوزك برينز (الإنجليزية)
- مارسيل دوبريه على موقع إن إن دي بي (الإنجليزية)
- مارسيل دوبريه على موقع أول ميوزيك (الإنجليزية)
- مارسيل دوبريه على موقع ديسكوغز (الإنجليزية)